# Cuore (film, 1984)
Pour les articles homonymes, voir Cuore et Les Belles années.
Pour plus de détails, voir Fiche technique et Distribution.
Cuore, également connu sous le titre Les Belles Années, est un film italien réalisé par Luigi Comencini, sorti en 1984. Le film, d'abord réalisé pour être un feuilleton télévisé, a été raccourci pour une exploitation en salle. Le scénario du film est librement inspiré du très célèbre roman italien pour la jeunesse Le Livre-cœur (Cuore) paru en Italie en 1886.

## Synopsis
À Turin, en 1915, le jeune lieutenant Enrico Bottini part pour le front. Sur le quai de la gare, il croise Garrone, un ancien camarade de l'école primaire. Cela lui rappelle les souvenirs de ses jeunes années et il entreprend d'écrire le journal de sa dernière année d'école primaire, 1899-1900. Jour après jour, il égrène le souvenir de ses camarades, de leur esprit d'insolence ou de soumission et découvre que c'est là que s'est fait l'apprentissage de la vie. Mais peu à peu il est troublé car les  valeurs patriotiques enseignées sur les bancs de l'école sont confrontées à la réalité atroce et insensée de la guerre.

## Fiche technique
- Titre français : Cuore ou Les Belles Années
- Titre original : Cuore
- Réalisation : Luigi Comencini
- Scénario : Suso Cecchi D'Amico et Cristina Comencini d'après le roman Cuore d'Edmondo De Amicis
- Musique : Manuel De Sica
- Photographie : Luigi Kuveiller
- Montage : Sergio Buzi
- Production : RAI 2, Antenne 2, RTS Un
- Budget : 6,5 milliards de lires
- Pays d'origine :  Italie ;  France
- Langue : italien
- Format : couleurs - mono - 35 mm
- Genre : dramedrame
- Durée : 115 minutes
- Date de sortie : Italie, 4 octobre 1984

## Distribution
- Johnny Dorelli : le maître Perboni
- Giuliana De Sio : la maîtresse à la plume rouge
- Eduardo De Filippo: Vincenzo Crosetti, le maître de l'ingénieur
- Bernard Blier : l'ingénieur Bottini
- Laurent Malet : Enrico Bottini (adulte)
- Andréa Ferréol : la mère d'Enrico
- Carlo Calenda : Enrico Bottini (enfant)
- Federico Belisario : Coretti
- Pier Paolo Bertuzzi : Enrico Bottini (adolescent)
- Maurizio Coletta : Garrone
- Ugo Pagliai : le professeur de gymnastique
- Gianluca Galle : Franti
- Margo Marrone : Precossi
- Ivan Sebastiani : Derossi

## Autour du film
La version pour la télévision durait six heures. Les costumes ont été conçus par Paola Comencini. Le film étant tourné principalement aux studios Cinecittà à Rome, les enfants jouant les élèves furent recrutés dans des écoles romaines. La première mondiale du film eu lieu ,hors compétition, au Festival de Venise de 1984.
Le roman Cuore a donné lieu à plusieurs autres adaptations cinématographiques :
- en 1947, une adaptation par Duilio Coletti, avec Vittorio De Sica comme acteur ;
- une autre adaptation en 1973 par Romano Scavolini ;
- en 2000, une série télévisée dirigée par Maurizio Zaccaro et interprétée par Giulio Scarpati et Anna Valle passe sur la cinquième chaîne italienne ;
- une série animée japonaise de 26 épisodes fut produite en 1981 : Ai no Gakko Cuore Monogatari.